# Peró (Cabo Frio)
Peró é um bairro de Cabo Frio.
Muito embora esteja um pouco afastado do centro da cidade (cerca de cinco quilômetros), o acesso ao bairro é fácil e de boas condições. O bairro possui boa pavimentação e serviço de limpeza pública.

## Belezas Naturais
O Peró conta com belezas naturais únicas de duas principais praias, duas montanhas (com trilhas) a beira mar, dunas e uma reserva ecológica.
As duas praias são a Praia do Peró e a Praia das Conchas. A Praia do Peró é a praia mais limpa de Cabo-frio e conta com muitos hotéis e em breve um ressorte a beira mar. Esta praia também conta com muitos quiosques na orla. A Praia das Conchas é uma pequena praia que fica a direta da Praia do Peró, entre duas montanhas rochosas. Se pode chegar andando ou de carro a praia das conchas.
As Dunas do Peró é localizada logo a frente da Praia do Peró, a direita da área construída do bairro. Recomendada para a prática de iniciantes em sandboard.
A reserva Ecológica é extensa e cerca o bairro. Contando com uma riqueza de pássaros e pequenos animais.

## Turismo
Estão localizadas neste bairro as praias mais visitadas de Cabo Frio, depois da Praia do Forte. São elas:
- Praia do Peró
- Praia das Conchas

O termo "Peró" significa em Tupi (língua dos índios Tamoios) "gente desalmada". Este nome foi dado pelos índios aos portugueses por causa dos diversos conflitos sangrentos ocorridos no século XVI entre eles.
Para Navarro (1998), tal termo origina-se do fato de ter sido muito comum o nome Pero em entre os portugueses do século XVI (Ex. Pero Vaz de Caminha, Pero de Magalhães Gândavo, etc.). Dessa forma, o nome próprio tornou-se nome comum.
Trata-se de mais um bairro de Cabo Frio com características de veraneio, o que faz com que tenha uma alta variação no número de visitantes, sendo o verão o período de maior frequência.
O bairro dispõem de uma infraestrutura de hotéis, pousadas e hostels muito robusta. Sendo uma ótima opção para viagem.
Por causa da beleza do local, está sendo planejada a construção de um luxuoso resort (Village Praia do Peró, do Club Med) na Reserva do Peró. O empreendimento tem causado polêmica na cidade e divido grupos contra e a favor do mesmo.

## Surf
O surf na região é praticado na Praia do Peró, pois na Praia das Conchas quase não tem onda, sendo boa para recreação.
No geral as ondas na praia são pequenas, mas dependendo das condições do mar as ondas da praia podem chegar a mais de dois metros.

## SandBoard nas Dunas do Peró
"O sandboard não destrói a vegetação. Existem os pontos procurados para realizar as descidas . Nas dunas móveis, existem o flanco dorsal ( parte de trás da duna ) e o flanco frontal ( parte da frente chamada no esporte como face deslizante ) - nestas partes deslizantes, durante a descida, o praticante busca a parte totalmente lisa e sem obstáculos para que a prancha desenvolva 100% - a vegetação acaba sendo um obstáculo que impede esse desenvolvimento. A busca e a consideração dos atletas de SandBoard pela natureza é um dos principais motivos do esporte. O SandBoard é totalmente voltado à preservação e à consciência ecológica, sendo estes conceitos também trabalhados na prática deste esporte", Rafael Marendino/Professor de SandBoard.

## Gastronomia
A gastronomia no bairro é muito rica, contando com uma concentração de restaurantes no Shopping do Peró que fica na esquina da avenida dos pescadores. Neste shopping se pode encontrar uma diversidade em cardápios de frutos do mar, além de pizzarias, bares e restaurantes em geral muito bem recomendados.
Neste bairro você encontra peixes frescos a venda por toda parte, e uma diversidade de frutos do mar.